# Chris Rea

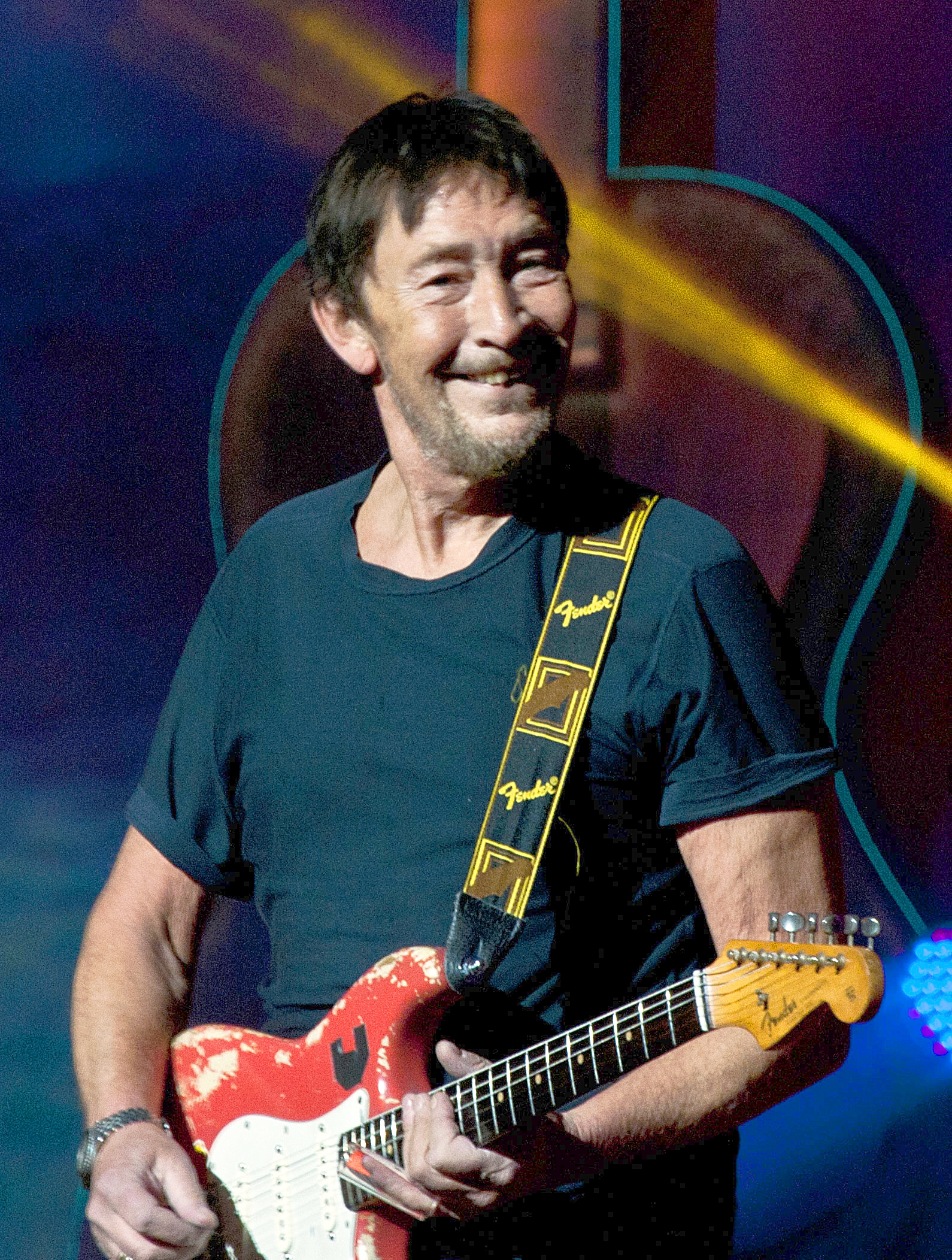
Chris Rea bei einem Konzert in der Kongresshalle in Warschau (2012)

Christopher „Chris“ Anton Rea (* 4. März 1951 in Middlesbrough, England) ist ein britischer Rock- und Bluessänger, Komponist, Pianist und Gitarrist. Rea ist bekannt für seine heiser-rauchige Stimme und seine Bottleneck-Technik auf der Gitarre. Als Gastmusiker ist er auf zahlreichen Alben anderer Künstler zu hören, wie Bill Wyman, John Mayall, Snowy White, Elton John oder Paul Rodgers.
Chris Reas Karriere beinhaltet zwei unterschiedliche Perioden, eine Pop-orientierte mit Rock-Blues-Musik in den 1980er und 1990er Jahren und eine mit vorwiegend klassischen Delta- und Gospel Blues ab dem Jahr 2002.
Rea veröffentlichte bis heute allein 26 Studioalben und verkaufte über 30 Millionen Tonträger (Stand: Mai 2023). Seine bekanntesten Songs mit regelmäßiger Radiopräsenz sind Fool (If You Think It’s Over) (1978), I Can Hear Your Heartbeat (1983), Josephine (1985), On the Beach (1986), Let’s Dance (1987), Driving Home for Christmas (1988), Road to Hell (Part 2) (1989), Auberge (1991), Looking for the Summer (1991) und Julia (1993).

## Musikalische Entwicklung bis 2000

### Biografischer Hintergrund

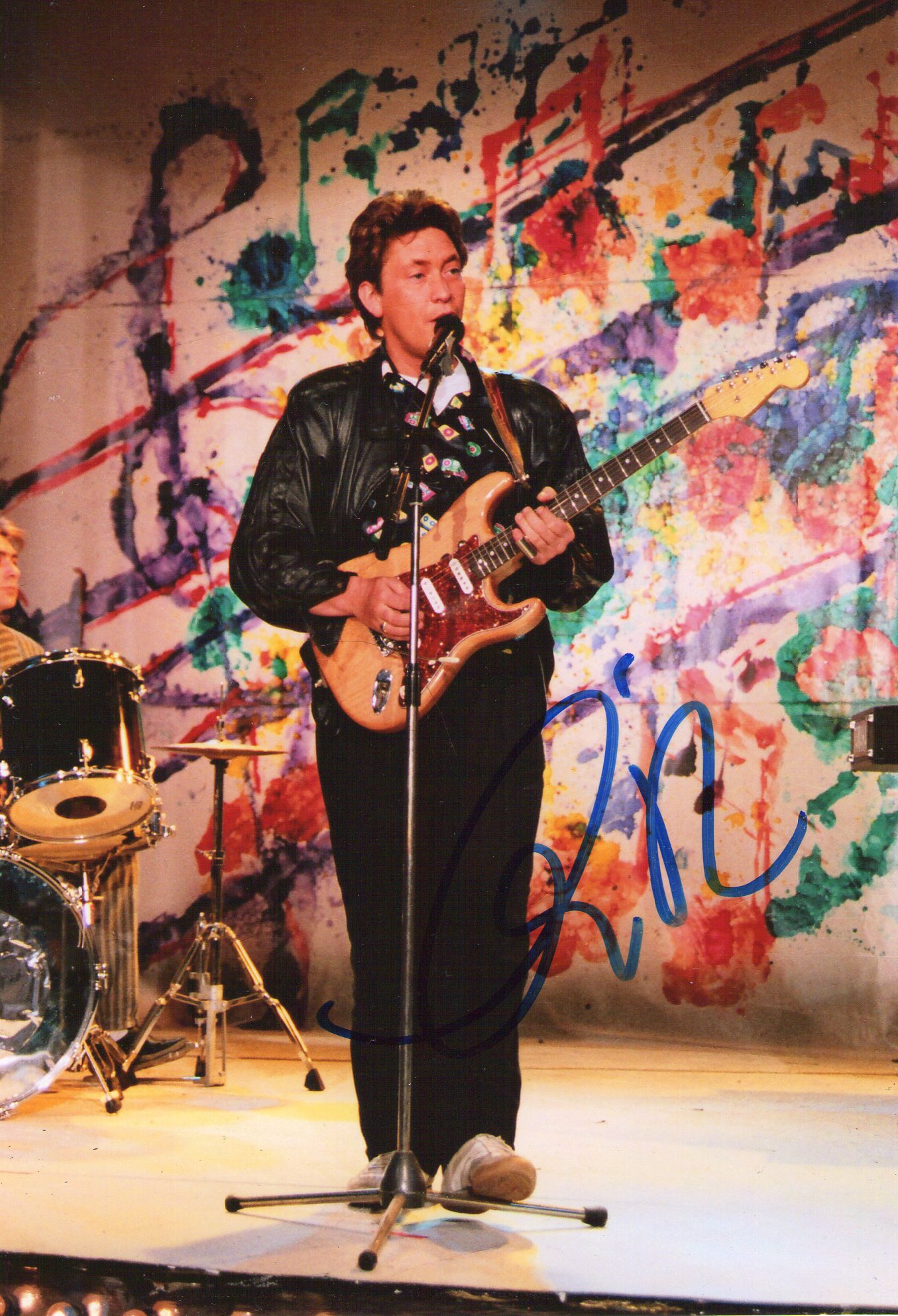
Chris Rea in den 1980er Jahren

Rea ist irisch-italienischer Abstammung und das Viertgeborene von sieben Geschwistern. Seine Mutter Winifred K. Slee († 2013) war Irin, sein Vater Camillo Rea († 2010), ein Immigrant aus Arpino in Italien, war ein regional bekannter Eisfabrikant und betrieb zusammen mit seinem Bruder 21 Cafés in der Region Teesside. Im Familienbetrieb half er seit seinem 13. Lebensjahr aus und kaufte sich mit dem verdienten Geld seine erste Gitarre, eine gebrauchte 1961 Hofner V3. Mit 21 Jahren begann er vergleichsweise spät als Autodidakt intensiv Gitarre zu lernen. Dabei nutzte er jede freie Minute während seiner Arbeit, um bspw. im Lagerraum der Eisfabrik Gitarre zu üben. Seine Vorbilder waren der Delta-Blues-Musiker Charley Patton (1891–1934), den er einmal im Radio hörte, wobei er von dem Sound dessen Slide-Gitarre angetan war, sowie die Gitarristen Ry Cooder und Joe Walsh. Obwohl Rea Linkshänder ist, entschied er sich anders als berühmte Linkshänder und Bluesgitarristen, wie Jimi Hendrix oder Albert King, die Gitarre rechts zu spielen.

### 1973–1977: Erste Bands Magdalene, Beautiful Lovers und Solosingle
1973 trat Rea der lokalen Teesside-Band Magdalene bei. Er spielte Gitarre, war Songwriter und übernahm den Gesang, nachdem der Sänger bei einem Auftritt ausgefallen war. Zwischendurch erreichte Rea einen Solovertrag bei dem Independent-Label Magnet Records und veröffentlichte seine erste Single So much Love/Born to Lose (1974). 1975 wurde die Band Magdalene in Beautiful Lovers umbenannt und gewann im gleichen Jahr den Melody Maker’s Best Newcomers Award. Da weitere Erfolge ausblieben und kein Plattenvertrag zustande kam, verließ Rea 1977 die Band und startete seine Solokarriere.

### 1978–1988:Fool (If You Think It’s Over)bisDriving Home for Christmas
Reas Vertrag mit Magnet Records ermöglichte ihm, ein Soloalbum zu produzieren. Ein erster Versuch scheiterte allerdings, weil die Aufnahmen, so Magnet-Chef Levy, als unter Reas Möglichkeiten angesehen wurden und die Songs „nicht seinem großen Talent entsprachen“ („… didn’t … capturing his huge Talent“). Magnet Records engagierte daraufhin den erfahrenen Elton-John-Produzenten Gus Dudgeon, um eine breitentaugliche Platte zu produzieren. Ein weiterer Streitpunkt war der Versuch des Labels, Chris Reas Namen in „Benni Santini“ umzubenennen, um ihn kommerziell attraktiver und mehr nach einem schmachtenden italienischen Sänger klingen zu lassen (englisch: croony). Außerdem befürchteten sie eine Verballhornung des Namens, in bspw. „diar-rhoea“ (dt.: Durchfall) oder „gonor-rhoea“ (dt.: Gonorrhoe/Tripper). Rea lehnte ab. Ironischerweise benannte er sein erstes Album Whatever Happened to Benny Santini? Das Album wurde von der Kritik als glattproduziertes Rock-Pop-Durchschnittsalbum beurteilt. Es enthielt wenig Gitarrensound, dafür mehr Piano als führendes Instrument. Die musikalische Ausrichtung des Labels war, eine Art „Elton Joel“, also eine Mischung aus Elton John und Billy Joel, aus ihm zu machen, so Rea in einem Interview mit Andy Walsh („'Elton Joel', that was the idea the record label had for me“, 2014). Was dieses Album jedoch heraushebt, so Rob Caldwell von AllMusic, sei Chris Reas Stimme. Die Single Fool (If You Think It’s Over) erreichte in den Billboards Hot 100 Rang 12 (1978) und wurde für den Grammy „Best New Artist“ nominiert, den schließlich die amerikanische Disco-Band A Taste Of Honey gewann. Es war auch gleichzeitig Reas größter Hit in den USA. Das Album Whatever Happened to Benny Santini? erreichte dort Platz 49, während es in Großbritannien unbeachtet blieb.
Sein nächstes Projekt Deltics (1979) wurde ebenfalls von Gus Dudgeon produziert und war mit Platz 54 sein erster Charterfolg in Großbritannien. Die Single Diamonds erreichte auf beiden Seiten des Atlantiks Rang 44. Der Song ist im Stile eines Elton-John-Stückes produziert, genauso wie die zweite Singleauskopplung Raincoat and a Rose und der Opener Twistet Wheels. Nur der Song Deltics, eine Country-Rock-Nummer, ließ Rea bereits als hervorragenden Gitarristen erkennen. Für Sharon Mawer von AllMusic ist es dennoch ein großartiges und unterbewertetes Album. Chris Rea zeigte sich jedoch unzufrieden mit Gus Dudgeon und den anderen „Schlipsträgern“ („men in suits“) bei Magnet Records, weil sie seinen Blues-beeinflussten Musikstil bis zur Unkenntlichkeit „glattpolierten“ („smoothed out“).
Sein drittes Album Tennis (1980) produzierte Rea nun selbst und es war daher deutlich gitarrenbetonter und einige Songs (Every Time I See You Smile, Stick It) über fünf bzw. sechs Minuten lang. Das Album kletterte jedoch in den UK Charts nicht höher als auf Platz 60.
Auch sein vierter Longplayer Chris Rea (1982), mit ähnlichem Songkonzept, kam nicht über Rang 52 in den UK Charts hinaus. Bei der Produktion halfen allerdings viele prominente Sessionmusiker aus, wie Ray Cooper. Mit der Single des Albums Lovin You konnte sich Rea jedoch wieder in den US Billboard Top 100 platzieren (Peak 88). In den UK Charts kletterte sie bis auf Rang 65.
Seine fünfte Veröffentlichung Water Sign (1983) erreichte erstmals ein breiteres internationales Publikum und chartete außer in Großbritannien (Peak 64) und Australien (Peak 60) auch in Frankreich (Peak 26), den Niederlanden (Peak 33), Norwegen (Peak 7) und erstmals in West-Deutschland (Peak 30). Der rockig-bluesige Song Texas mit Reas typischem Slide-Gitarrenspiel ragt aus der eher ruhigen Synthesizer-Produktion heraus. Rea trat nun eine UK-Club-Tour an und spielte zunächst vor kleinem Publikum mit 30–70 Zuhörern. Bei einer anschließenden größeren Tour mit 60 Auftritten trat Rea als Support Act für Saga auf und erreichte damit über 500.000 Verkäufe seines neuen Albums innerhalb weniger Monate. Die Singleauskopplung I Can Hear Your Heartbeat platzierte sich mit ähnlichem Erfolg in Europa wie das Album Water Sign.
Mit dem Nachfolgealbum Wired to the Moon (1984) schaffte Rea erstmals eine Top-40-Platzierung in Großbritannien (Peak 35) und in West-Deutschland sogar die Chartposition 17. Anschließend tourte Rea weiter durch Europa, um eine solide Fanbasis aufzubauen.
Das siebte Album Shamrock Diaries (1985) war die erste Wende in Chris Reas Karriere, denn es verkaufte sich mehr als eine Million Mal und war der Beginn seines kommerziellen Erfolges der nächsten Jahrzehnte. Entsprechend dem Musikstil der 1980er Jahre beinhaltet das Album vor allem Synthiepop und viele Balladen. Es erreichte mit Rang 15 in den UK Charts seine bis dahin höchste Platzierung. In West-Deutschland stieg der Longplayer sogar bis auf Platz 12 (AT –, CH Peak 18). Die Singleauskopplung Stainsby Girls (Peak 26) war eine Hommage an seine Frau Joan, die an der Stainsby Secondary Modern School zur Schule gegangen war. Die zweite Singleauskopplung „Josephine“ erreichte Rang 31 und war seiner gleichnamigen Tochter gewidmet. Im Laufe der Jahre nahm Rea mindestens elf weitere Versionen dieses Songs mit unterschiedlichen Längen auf, die sich auch stilistisch von bluesig, funkig bis rockig oder mal mehr rhythmusbetont unterschieden. Für Chris Rea sei es das erste Album gewesen, das er ganz nach seinen Vorstellungen habe produzieren können, und der Grundstein seiner späteren Erfolge gewesen.
Mit seinen nächsten beiden Veröffentlichungen On the Beach (1986, UK Peak 11, AT Peak 20, CH Peak 10) und dem Album Dancing with Strangers (1987, UK Peak 2, AT Peak 13, CH Peak 7) übertraf Rea wieder die Erfolge der Vorgängeralben und erhöhte seinen Bekanntheitsgrad in Europa. 1986 trat Rea unter anderem vor 80.000 Zuhörern beim alljährlichen Slane in Irland auf. Headliner war damals Queen. In West-Deutschland erreichten beide Alben die Top 10 und wurden mit Gold ausgezeichnet. Während On the Beach (Peak 2) ein glattpoliertes ruhiges jazziges Pop-Soul-Album mit Texten einer positiven Weltsicht ist, kommt Dancing with Strangers (Peak 5) mit einem gitarrenbetonten Sound und düsteren Texten daher. Dieses Album ist auch ein zweiter Wendepunkt in Reas Karriere, da es die Grundlagen für seinen raueren bluesigen Gitarrenstil legte und musikalisch nicht mehr bedingungslos die Wünsche seines Labels bediente. Die Produktion profitiert außerdem von dem erzeugten Live-Sound im Studio. Mit nur drei Mikrophonen wurden die Songs live eingespielt und mit einigen Instrumenten „overdubbt“, so Rea in einem Interview in The Story Behind auf seinem YouTube-Kanal.
Im gleichen Jahr konnte er mit dem verdienten Geld von Dancing with Strangers endlich seine angehäuften Schulden von 320.000 £ an Magnet zurückzahlen und so nach zehn Jahren harter Arbeit erstmals Gewinne einstreichen. Seine ’87-Konzert-Tour führte ihn durch West-Deutschland, Großbritannien, die Schweiz, Japan und Australien. Eine vorgeschlagene dreijährige US-Tour seines amerikanischen Labels Motown Records lehnte Rea aus Rücksicht auf seine Familie ab.
Das folgende Album New Light Through Old Windows (1988) war seine erste Kompilation. Sie bestand jedoch überwiegend aus Neuaufnahmen von Titeln früherer Alben und dem unveröffentlichten Song „Working on it“, der in den US Mainstream Rock Billboard Platz 1 erreichte. Das Album selbst verkaufte sich millionenfach und kletterte in Großbritannien auf Rang 5. In West-Deutschland hielt es sich drei Wochen auf Position 9 (AT Peak 7, CH Peak 29). Die Neuinterpretation von Driving Home for Christmas wurde als Single veröffentlicht und ist bis heute im deutschsprachigen Radio sein meistgespielter Song.

### 1989–2001: Kommerzielle Erfolge
Der endgültige kommerzielle Durchbruch kam mit Reas zehnter Veröffentlichung The Road to Hell (1989). Das Konzept-Album, das sich in düsteren Texten mit einer modernen Gesellschaft auseinandersetzt, wurde sein erstes „Nummer-Eins“-Album in Großbritannien. Musikalisch sind die Songs dem Blues- und Country-Rock zuzuordnen.
Der Titelsong The Road to Hell (Part 2) war sein erster und einziger Top-Ten-Hit in den britischen Charts. In den USA erreichte die Single im Mainstream Billboard Platz 11. In West-Deutschland stieg das Album bis auf Rang 3 (AT Peak 2, CH Peak 6) und die gleichnamige Single hielt sich 21 Wochen in den Charts und erreichte schließlich Platz 35 (AT Peak 6, CH -). John Floyd von AllMusic bezeichnete das Album als eine „moderne Meisterleistung“. Der amerikanische Musikkritiker Dw. Dunphy hob Reas hervorragende Gitarrenarbeit hervor. Es ist bis heute sein kommerziell erfolgreichstes Album und wurde allein in Großbritannien mit sechsfach Platin ausgezeichnet.
Das Nachfolgealbum Auberge (1991) (franz.: Herberge) setzte das Musikkonzept von „Road to Hell“ fort und wurde sein zweites „Nummer-Eins“-Album in Großbritannien. Die gleichnamige Single erreichte in vielen west-europäischen Staaten hohe Chartpositionen. Im wiedervereinigten Deutschland ist es bis heute Reas kommerziell erfolgreichstes Album, hielt sich 48 Wochen in den Charts und kletterte bis zur Spitzenposition Rang 1 (AT Peak 5, CH Peak 2). Selbst auf dem Höhepunkt seines Bekanntheitsgrades lehnte Rea einen Auftritt bei MTV-Unplugged und eine Konzerttour durch die USA aus verschiedenen Gründen ab. Er hätte um soviel reicher sein können, wenn er es nur getan hätte, beklagte Rea seine damalige Fehlentscheidung in einem Interview mit Henry Yates in 2015. Allerdings nur für fünf Minuten, fügte er selbstironisch hinzu („I’d be so much more wealthy, because of America … I definitely regret it, just for five minutes.“). 1991 trat Rea jedoch als Gast in der Late Night Show mit David Letterman in New York auf, um seinen Bekanntheitsgrad in den Vereinigten Staaten zu erhöhen.
Die nächsten beiden Alben, God’s Great Banana Skin (1992) und Espresso Logic (1993) waren in Großbritannien ebenfalls Top-Ten-Alben. In Deutschland erreichten sie die Top Twenty mit den höchsten Chartpositionen 16 und 14. Die Neun-Minuten-Single Nothing to Fear des Albums God’s Great Banana Skin erreichte in Großbritannien Platz 16, während sie in Deutschland und Österreich nicht charten konnte. In der Schweiz dagegen erreichte sie Platz 38. Nothing to Fear ist ein Song gegen Islamophobie. Besondere Beachtung fand das dreiminütige gefühlvolle Slide-Guitar Intro des Songs; es erinnert an Ry Cooders Paris, Texas (1984), der ein Musikervorbild Reas ist. Das dazugehörige Musikvideo wurde von Andy Morahan in der Wüste Marokkos gedreht.
Die folgenden Jahre hatte Rea mit starken gesundheitlichen Problemen zu kämpfen, was ihn 1995 durch eine schwere Peritonitis fast das Leben gekostet hätte, so Rea 1997 in einem Interview mit John Walsh vom Independent. Der Preis seines Erfolges waren ständiger Ärger mit dem Plattenlabel, überproduzierte Arrangements und das Auf und Ab mit den Verkaufszahlen der Alben. Aus diesem Grund habe er sich seinem Herzenswunsch gewidmet und das von ihm geschriebene Film-Kunst-Drama La Passione (1996) produziert. John B. Hobbs übernahm die Regiearbeit. Neben anderen Darstellern konnte Rea die walisische Sängerin Shirley Bassey gewinnen. Die Premiere war am 14. November 1996 auf dem BFI London Film Festival. Die Geschichte ist angelehnt an Reas Kindheitserinnerungen von 1961. Der deutsche Formel-1-Rennfahrer Wolfgang Graf Berghe von Trips benötigte nur noch einen Punkt, um Weltmeister zu werden, verunglückte aber am 10. September 1961 beim Großen Preis von Italien in Monza nach einer Kollision mit Jim Clark tödlich. Im Film gibt es Traumsequenzen, die an Reas Kindheitsträume erinnern und die Verbindung von Fantasie und Leidenschaft zeigen sollen. Der von ihm komponierte Soundtrack wurde von der BPI mit dem BRIT Certified Silver Award ausgezeichnet und erreichte in den UK-Charts Rang 43. Da Chris Rea mit der Produktion sehr unzufrieden war, brachte er 2015 eine remasterte und veränderte Neuveröffentlichung (La Passione - „how it was originally intended“) mit vier Stunden Filmmaterial und zwei Musik-CDs heraus.
Das 1998 veröffentlichte vierzehnte Studioalbum The Blue Cafe erreichte in Großbritannien wieder die Top Ten (Peak10) und kletterte in Deutschland bis auf den 7. Platz (AT Peak 20, CH Peak 28). Die Songs des Albums beinhalten oft lange Slide-Gitarrensolis und sind eine Mischung aus Blues-Musik und unterlegtem Tanzbeat. Der Song The Blue Cafe wurde als Filmsong für den deutschen Krimi Blutsbrüder (1997) von Hajo Gieß (Regie) mit Götz George und Christoph Waltz komponiert. In diesem Film spielt ein Cafe in Düsseldorf mit dem Namen The Blue Cafe eine zentrale Rolle.
Das 1999 veröffentlichte Album The Road to Hell: Part 2 ist ein aus der Reihe tanzendes Musikprojekt. Es vereint Discobeat, Funk, Samba, Jazz und teilweise Computer-Sprech-Gesang mit Chris Reas virtuoser Gitarrentechnik. Es tritt nach zehn Jahren die Nachfolge als Konzeptalbum von Road to Hell (1989) an. Es kam bei vielen Fans nicht gut an und erreichte in Großbritannien den für seine Verhältnisse schlechten Rang 54 (in Deutschland Peak16). Musikkritiker wie Florian Schade finden das Album mit seinen „Endlose Wiederholungen [und den] immer gleichen Riffs. … langweilig“. Für Harald Justin gehört Road to Hell: Part 2 rückblickend dagegen zu Reas musikalischer Entwicklung, die in Blue Guitars (2005) ihren Höhepunkt fand. Siobhan Long sieht in diesem Werk Chris Reas musikalische Vollendung und „Trend-setting … songs“ (Hot Press, 2001).
King of the Beach (2000) war sein letztes produziertes Album für sein bisheriges Label Magnet und wird als Nachfolgealbum des 1986 produzierten On the Beach verstanden. Es sei jedoch ausgereifter und das Gesamtkonzept stimmig mit positiven Texten, so Rob Caldwell. Fans von AllMusic vergaben vier von fünf Sternen. In Großbritannien war die höchste Platzierung Rang 16 und in Deutschland stieg das Album bis auf Platz 11 (AT Peak 13, CH Peak 29). Stilistisch ist es dem Soft-Pop Rock zuzuordnen.

## Musikalische Entwicklung ab 2001

### 2001–2005: Krankheit und musikalische Neuausrichtung zum klassischen Blues
Das Jahr 2001 brachte einige entscheidende Wendungen in Chris Reas Leben. Die gesundheitlichen Probleme, die ihn seit 1995 plagten, verschlimmerten sich. Im Alter von 50 Jahren wurde nun eine spezielle Form von Pankreaskrebs (IgG4-RD) diagnostiziert, was viele Operationen und einen 32-wöchigen Krankenhausaufenthalt nach sich zog. „Letztes Jahr wäre ich fast gestorben … mir wurden die Bauchspeicheldrüse, ein Teil des Dünndarms und der halbe Magen entfernt (Duodenopankreatektomie), nur jeder dritte überlebt das überhaupt“, so Rea in einem Interview mit Will Hodgkinson von The Guardian (2002). („Last year I nearly died, … I had my pancreas, duodenum and half my stomach removed. The operation has a one-in-three survival rate …“). Eine weitere gesundheitliche Folge ist bis heute ein insulinpflichtiger Diabetes.
„Wenn der Krebs mich nicht fast umgebracht hätte, wäre aus mir ein weiterer selbstsüchtiger Star-Egomane geworden,“ so Chris Rea, 2009 in einem Interview mit Garth Pearce („If cancer hadn’t nearly killed me, I’d be just another selfish celebrity egomania.“). Er sei nachdenklicher geworden, lebe jetzt bewusster („a greater appreciation of life“) und wolle kein Geld mehr für andere verdienen. Das habe ihn bewogen, nur noch kompromisslos die Musik zu machen, die ihm etwas bedeute, und er deshalb zu seinen Blues-Wurzeln zurückkehren wolle. „Ich kann es nicht mehr ertragen, meine alten Aufnahmen zu hören“ (“I can’t bear to listen to my old records”) sagte er einmal in diesem Zusammenhang (Rebecca Fletcher, 2002).
Das erste Ergebnis des neu eingeschlagenen musikalischen Weges war das Album Dancing Down The Stony Road (2002), in Deutschland nur „Stony Road“. Der erste Song des Albums „Changing Times“ („Zeiten ändern sich“) unterstrich seine musikalischen Absichten. Da sein bisheriges Label mit dieser Musik keinen kommerziellen Erfolg erwartete und deshalb die Produktion ablehnte, gründete Rea sein eigenes Label „Jazzee Blue“. Auf dem Album spielt Rea ausnahmslos ungeschliffenen Gospel und Delta Blues. Erstaunlicherweise nahmen seine Fans das Album an und es konnte sich wider Erwarten europaweit hoch in den Charts platzieren (z. B. UK Peak 14, DE Peak 11, AT Peak 18, NLD Peak 21, CH Peak 28). Das Album wurde von der BPI mit dem BRIT Certified Gold Award ausgezeichnet. Musikkritiker zeigten sich überrascht von Reas Album und beurteilten es überwiegend positiv. Helmut Moritz (2002, Laut) lobte das Album mit „Experimenteller Blues in ungeschliffener Vollendung“. Chris Rea „… geht weiter auf der steinigen Straße seines Lebens, auf der er eigentlich so gerne tanzen möchte.“ Uli Heiser (2002, Rocktimes) dachte bisher, dass Rea nur „softigen AOR am Rande des Pop“ mache, aber jetzt ein „Meisterwerk“ abgeliefert habe. Reas Musik klinge „nach tiefem Delta, dann, in Verbindung mit Akkordeon nach den Sümpfen Lousianas.“
2003 veröffentlichte er die zwei Instrumentalalben Blue Street (Five Guitars) und Hofner Blue Notes. Auf beiden Alben vermischte Rea Jazz- und Blues-Elemente mit Rock. Sie sorgten jedoch für wenig Aufmerksamkeit. Seine nächste Veröffentlichung dagegen, The Blue Jukebox (2004), ein Tribut-Album an Ry Cooder, erreichte in einigen europäischen Ländern wieder Top-30- und Top-40-Platzierungen (UK Peak 27, DE Peak 30, NLD Peak 32). Im Vergleich zu Stony Road ist dieses Album musikalisch etwas glatter und jazziger produziert. Auch zu dieser Veröffentlichung gab es wieder überwiegend positive Kritiken. Yorkpress verglich sein Album mit Eric Claptons Tribut-Album an Robert Johnson „Me And Mr Johnson“ (2004) und befand, Reas Musik sei selten besser gewesen (Orig.: „Rea’s music has rarely been better“). Colm O’Hare von Hot Press urteilte, das Album „ruft die rauchige Jazz Atmosphäre der 50er Jahre hervor, die Produktion ist erfrischend rau und ungeschliffen.“ (Orig.: „… evoke …smoky jazz clubs of the 1950s … the production is refreshingly rough around the edges.“).
Seine nächste Veröffentlichung, ein Mammutwerk von 11 CDs, wird als Reas Höhepunkt seiner „Blues-Karriere“ angesehen. Unter dem Namen Blue Guitars (2005) brachte Rea ein Earbook heraus, das aus elf Alben mit insgesamt 137 neuen Songs, einer DVD sowie einem Buch mit über 50 selbst gemalten Bildern und persönlichen Texten bestand. Mit diesem Musikprojekt dokumentierte Rea aus seiner Sicht die Geschichte des Blues von den afrikanischen Wurzeln über „Country Blues“, „Chicago Blues“ und „Latin Blues“ bis zu den „60s & 70s“. Das „Earbook“ wurde auch auf der Frankfurter Buchmesse vorgestellt. „Im Spital habe ich ‘Blues Odyssey’ von Bill Wyman gelesen und es einfach geliebt. Jedes Kapitel war einer Stilrichtung des Blues gewidmet und ich dachte mir, dass jedes Kapitel eine eigene CD verdient hätte.“ (Chris Rea, 2005). In 18 Monaten produzierte er dieses Projekt. „Viele Leute sagten, dass es harte Arbeit gewesen sein musste. Aber das war es nicht. Die harte Arbeit ist die Promotion.“ Die Kreativität sei aus ihm herausgesprudelt, nachdem er 16 Wochen im Krankenhaus nichts machen konnte. Die Zeit im Krankenhaus habe ihn sogar depressiv gemacht. Kritiker des Rockzirkus lobten dieses Projekt, weil Rea keine klassischen Songs aufbereitete und neu interpretierte, sondern neue Klassiker mit seiner eigenen herausragenden Handschrift in Ausrichtung, Dynamik, Klangfarbe, Tempo, Stil und Phrasen produzierte. Worldmusic gab sich überrascht mit „Ja, das ist tatsächlich Chris Rea, mit seiner anderen sehr komplexen musikalischen Seite tiefverwurzelt im Blues. In Blue Guitars liefert er den Beweis, wenn jemand an seine heilige Mission glaubt, er es ohne eine große Plattenfirma umsetzen kann.“ Manfred Horak (Kulturwoche) lobte die hervorragende Kreativität und sieht in diesem musikhistorisch komplexen Thema gleichzeitig den Versuch Reas, sein Lebenswerk zu schaffen. Blue Guitars sei ein Füllhorn für Blues Freunde das noch für Diskussionen sorgen werde. Von Blue Guitars wurden bis heute 170.000 Einheiten verkauft.
Ein breites Publikum bevorzugt laut Rea  seine alten Hits: "In Deutschland hängt die Größe der Halle und das Geld, was dir angeboten wird, davon ab, welche Lieder du laut Vertrag spielen wirst", erklärte er. "Wenn du alle Hits spielst, lassen sie dich in der großen Halle in Dortmund auftreten. Wenn nicht, dann trittst du irgendwo in einem Club in Köln auf."

### 2006–2015: Livekonzerte und weitere Musikprojekte
Im Jahr 2006 ging Chris Rea auf eine ausgedehnte Abschiedstournee durch Europa mit 44 Konzerten, da er glaubte, den gesundheitlichen Belastungen in Zukunft nicht mehr gewachsen zu sein.

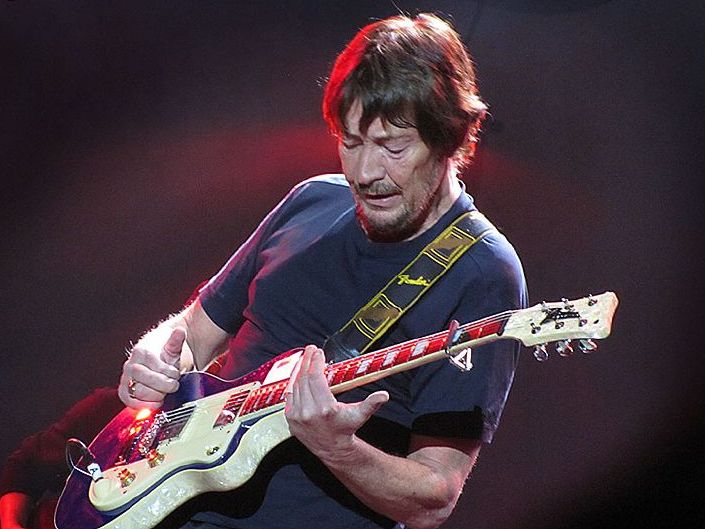
Chris Rea in der Heineken Music Hall in Amsterdam (2010)

Knapp zwei Jahre nach seinem Bühnenabschied meldete sich Rea im Winter 2007 überraschend wieder zurück. Sein Gesundheitszustand hatte sich stabilisiert und der unerwartete kommerzielle Erfolg von Blue Guitars, zu diesem Zeitpunkt waren bereits mehr als 150.000 EarBooks verkauft, und die bevorstehende Veröffentlichung seines einundzwanzigsten Albums The Return of the Fabulous Hofner Bluenotes (11. Februar 2008) veranlassten ihn, wieder aufzutreten. Chris Rea stellte eine neue Begleitband zusammen, die sich „The Hofner Bluenotes“ nannte. Sie bestand aus den langjährigen Weggefährten Robert Ahwai an der Gitarre und Martin Ditcham am Schlagzeug sowie den Musikern Neil Drinkwater am Keyboard (früher Van Morrison und Phil Collins) und dem Ex-Whitesnake-Bassisten Colin Hodgkinson. Thematisch beschäftigt sich dieses Mehrfach-Album, bestehend aus 3 CDs und zwei Vinylplatten, mit einer fiktiven Bandgeschichte und Hofner-Gitarren. Beim Publikum kam dieses Musikprojekt nicht sonderlich an und konnte nur in den Niederlanden (Peak 76) charten.
2009 veröffentlichte Rea die Retrospektive „Still So Far to Go: The Best of Chris Rea“, eine Kompilation über drei Dekaden seiner Schaffensperiode und mit den zwei Neuaufnahmen „Come So Far, Yet Still So Far to Go“ und „Valentino“. In Großbritannien wurde dieses Doppel-Album mit Gold ausgezeichnet und kletterte in den Charts bis auf Platz 8. Im deutschsprachigen Raum platzierte sich das Album nur in Deutschland (Peak 37). Rea startete 2010 die dazugehörige „Still So Far to Go Tour“ durch Europa mit 42 Stationen. In der Schweiz gab er ein Konzert, in Deutschland absolvierte er 13 Konzerte.
Im September 2011 wurde sein dreiundzwanzigstes Musikprojekt Santo Spirito Blues-Box-Set veröffentlicht, bestehend aus zwei DVDs mit den Feature-Filmen „Bull Fighting“ (59 Min.) und „Santo Spirito“ (55 Min.), den dazugehörigen Soundtrack-CDs und dem Musikalbum „Santo Spirito Blues“. Der Musikkritiker Jon O’Brien von AllMusic bescheinigt Chris Rea, keine halbe Sachen zu machen, aber mit diesem Werk auch keine kommerziellen Absichten zu haben. Artur Schulz von laut.de findet neben authentischem Blues auch poppig-kommerzielle Aufnahmen und „Chris gelingt der Spagat zwischen Spaß und Ernsthaftigkeit meist mühelos.“ Auch seine Fans nahmen diese Arbeit gut an. In den meisten europäischen Ländern schaffte das Album Top-40-Platzierungen (DE Peak 10, AT Peak 30, CH Peak 31, UK Peak 13, Nor Peak 27).
Kurz nach dieser Veröffentlichung musste sich Rea weiteren Operationen unterziehen, so dass er seine europaweite „Santo Spirito Tour“ erst am 3. Februar 2012 in Deutschland mit 13 Stationen startete und am 5. April in Großbritannien beendete. Zwei Jahre später führte Rea seine „The Last Open Road Tour 2014“ mit 32 Konzerten in verschiedenen Ländern Europas durch. In Österreich und in der Schweiz gab er jeweils ein Konzert, weitere 13 in Deutschland. Im gleichen Jahr wurden noch verschiedene Live-Alben bestimmter Konzerte dieser Tour veröffentlicht. Im Juli desselben Jahres trat er auch auf dem Montreux Jazz Festival auf.

### Seit 2016: Schlaganfall, letzte Konzerte und Studioveröffentlichungen
2016 erlitt Chris Rea während eines Pubbesuchs einen schweren kompletten linksseitigen Schlaganfall (Halbseitenlähmung), infolgedessen Gleichgewichtsstörungen zurückblieben. Er  konnte vorübergehend weder richtig sprechen noch Gitarre spielen und benötigte einige Zeit und viel Zuspruch anderer, so Rea, wieder Gitarre zu spielen. Rea gab das Rauchen auf und erholte sich so weit, dass er sein bisher letztes Musikprojekt Road Songs for Lovers umsetzen konnte. Er veröffentlichte das Album am 29. September 2017. Auch für dieses Werk gab es viele positive Kritiken und viele Top-20-Chart-Platzierungen in Europa (UK Peak 11, DE Peak 19, AT Peak 22, CH Peak 18).
Das Album wurde durch eine begleitende Tour mit geplanten 37 Konzerten promotet. Diese Tournee stand er nur mit täglicher mehrstündiger therapeutischer Begleitung durch. Sein letztes Konzert, das 35., gab er am 9. Dezember 2017 im New Oxford Theatre; während des Auftrittes brach er zusammen. Die letzten beiden geplanten Konzerte wurden daraufhin abgesagt.
Am 18. Oktober 2019 veröffentlichte Chris Rea One Fine Day als 25. Studioalbum. Die Auflage ist auf 1000 Exemplare als CD und Vinyl-Bundle limitiert, ansonsten nur als Download zu haben. Es handelte sich um bereits 1980 von ihm in den Chipping Norton Recording Studios produzierte Songs, die er nun als Album zusammenfasste. Sechs Titel wurden bereits in anderen Versionen in den 80er Jahren veröffentlicht, wie der Song „Let Me Be The One“ als Single-B-Seite von „Loving You“ (1982), oder „Sierra Sierra“ (1983) als B-Seite von „Let it Loose“ (1983). Paul Whimpenny vom Velvet Thunder befand, dass die sechs bereits bekannten Songs als jetzt veröffentlichte Originale viel besser seien.

### Chris Rea und Friends
Chris Rea war auf Grund seiner virtuosen Gitarrentechnik, seiner besonderen Stimme und als Komponist ein gefragter Gastmusiker bei vielen Künstlern. Eine langjährige musikalische Zusammenarbeit verband ihn mit dem Rolling-Stones-Bassisten Bill Wyman. Bereits 1982 war er als Gitarrist auf dem Solo-Album Bill Wyman im Song „Visions“ zu hören. Auf Wymans Multi-Artist-Album Willie and the Poor Boys (1985) übernahm Rea den Gesang und spielte Gitarre auf „Baby Please Don’t Go“. Mehrmals half er als Gitarrist bei Bill Wyman’s Rhythm Kings aus und ist in folgenden Songs vertreten: „Every Sixty Seconds“ (1998), „Gambler’s Lament“ (2000), „Trust in Me“ (2001), und „Rollin’ & Stumblin’“ (2001). Paul Rodgers coverte Reas Song „Stone“ für sein Musikprojekt The Law (1991). Rea teilte sich bei diesem Titel die Gitarrenarbeit mit David Gilmour. Weitere Alben und Songs, auf denen Chris Rea als Sänger, Komponist oder Gitarrist zu hören ist, sind (Auswahl): David Knopfler – „A Clear Day (St. Swithun’s Day)“ (1989), „When Will the Crying Stop“, „Easy Street“, „Sometimes There Are No Words“ (2004); Snowy White – „Highway to the Sun“ (1994); Patricia Kaas – „Ceux Qui N’ont Rien“, „Out of the Rain“ (1993); John Mayall – „Early in the Morning“ (2001); Vargas Blues Band – „Do You Believe in Love?“ (1994) und auf Sir Elton John – Duets-Album von 1993 im Song „If You Were Me“.

### Gitarrenspiel und Songwriting
Chris Rea gilt als sehr versierter Gitarrist mit Vorliebe für das Slide-Spiel. Er nutzt dafür einen Glaskörper am vierten Finger, um einen warmen und weichen Sound zu erzeugen. Das Online-Magazin Happy Bluesman zählt ihn zu den bedeutendsten Slide-Gitarristen über alle Generationen hinweg.
Überwiegend stimme er seine Gitarren für das Slide-Spiel in Open E und gelegentlich in Open B, so Rea in einem Interview. Er setze ein paar verschiedene Fender-Verstärker und nur wenige Gitarreneffekte ein. Das Tremolo sei mit einem Stück Holz geblockt, um ein versehentliches Pressen zu verhindern.
Chris Rea pickt die Saiten beim Slide-Spiel grundsätzlich mit den Fingern und nutzt erst im Solo-Teil ein Plektrum. Seine Slide-Soli spielt er manchmal, wie im Song „Road to Hell (Part 2)“, zweistimmig, wobei die Töne zum Teil oberhalb des 22. Bundes liegen. Dabei setzt er immer wieder ein Bending ein.
Seine bevorzugte E-Gitarre ist seit Beginn seiner Karriere eine 1962 Fender Stratocaster, die er „Pinkey“ nenne. Er spiele auch weitere Fender Stratocaster. Auf Grund ihres klaren Sounds wurde er gelegentlich mit den Dire Straits verglichen. Für Studioaufnahmen und Live-Konzerte bespielt Rea eine Reihe weiterer E- und Akustik-Gitarren sowie Dobros (Resonatorgitarren). Er singe alle seine Lieder in B, was für Saxophonisten oft eine Herausforderung sei.
Als Singer-Songwriter schreibe er „die ganze Zeit an Songs“. Dabei beachte er sein Umfeld, um schließlich seiner Fantasie freien Lauf zu lassen. „Kreativität ist für mich ein Zustand und kein Talent.“ Seine besten Ideen bekomme er im Auto und unter der Dusche („I’m in the car or the shower, which is where you always get your best ideas“), so Rea in einem Interview mit Olaf Neuman von ClassikRock (2016). Thematisch setzte er sich mit Alltagsthemen, seiner Vorliebe für Autos, der Blues-Musik, aber auch mit sozialpolitischen Themen auseinander. Auf beiden Alben „Road to Hell, 1989“ und „Road to Hell: Part 2, 1999“ beschreibt er z. B. die zunehmende Verrohung und das Auseinanderfallen von Gesellschaften und den Einfluss der Medien darauf, während „Road Songs for Lovers“ (2017) Beziehungen von Liebespaaren im Auto beschreibt.

### Filmografie
Einer seiner Kindheitsträume sei das Filmemachen gewesen und als Filmkomponist zu arbeiten. Er komponierte das Titellied für den deutschen Film Auf immer und ewig (Buschmann, D, 1986), der auch auf dem Album On The Beach enthalten ist. Für das preisgekrönte britische Comedy-Film-Drama Soft Top, Hard Shoulder (Schwartz, GB, 1992) schrieb er den gleichnamigen Titelsong, sowie die Soundtracks zu seinen Filmen (z. B. La Passione, 1996). Für den deutschen Krimi Blutsbrüder (Gies, 1997) komponierte und spielte er die Musik. Viele seiner Songs wurden außerdem in Filmklassikern verwendet, wie z. B. „Looking for the Summer“ in Basic Instinct (Verhoeven, USA, F, 1992) oder „Road to Hell (Part 2)“ in Der Schattenmann (Wedel, D, 1995).
Er trat auch als einer der Hauptdarsteller in der schwarzen Komödie Parting Shots (Winner, GB, 1999) neben Diana Rigg, John Cleese, Oliver Reed und Bob Hoskins auf.
Seine letzte Filmarbeit war die Produktion der zwei Dokumentarfilme Santo Spirito über die Basilika Santo Spirito in Florenz und Bull Fighting über den Matador Julián López Escobar. Beide Filme waren Teile des Filmmusikprojektes „Santo Spirito Blues“ (GB, I, E, 2011).

## Privatleben
Rea ist mit Joan Lesley verheiratet. Sie waren schon als Teenager ein Paar und haben zwei Töchter (Josephine, * 1983, und Julia Christina, *1989). Er beschrieb sich selbst als Familienmensch und ordnete manche Karriereentscheidungen der Familie unter. Dazu gehörte auch der Verzicht auf Tourneen durch die USA. Einmal wären häufige Trennungen von seiner Familie die Folge gewesen und seine Kinder hätten unter diesen Umständen kein geregeltes Leben gehabt. Chris Rea widmete die Songs „Stainsby Girls“ (1985), „Josephine“ (1985) und „Julia“ (1993) seiner Frau und seinen Töchtern. Er lebt mit seiner Familie in Berkshire.

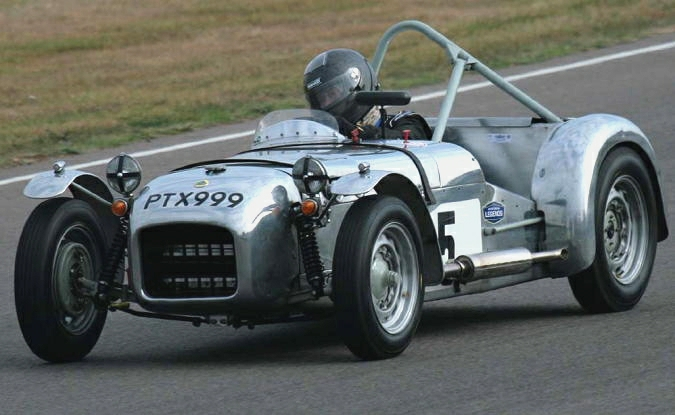
Chris Rea im Lotus 6 beim Goodwood Revival 2009

Neben der Musik widmet er sich der Malerei und ist leidenschaftlicher Fan von historischen Rennen und Rennwagen. Er besitzt eine Reihe von Oldtimern, darunter einen 1964 Lotus Elan 26R und einen Caterham Seven, der auch auf dem Cover seines Albums „Auberge“ (1991) zu sehen ist.
1994 wurde bei Rea Bauchspeicheldrüsenkrebs diagnostiziert und er unterzog sich einer lebensrettenden Operation, bei der seine Bauchspeicheldrüse, die Gallenblase und ein Teil seiner Leber entfernt wurden. Infolgedessen hat er Diabetes Typ 1. Insgesamt musste er neun schwere Operationen über sich ergehen lassen und verbrachte insgesamt 32 Wochen im Krankenhaus. 2016 erlitt er einen Schlaganfall Bald darauf gab er das Rauchen auf, um weitere Schlaganfälle zu vermeiden, und erholte sich so weit, dass er Aufnahmen machen und auf Tournee gehen konnte.
Chris Rea bezeichnet sich bewusst als Musiker, und nicht als Rockstar. „Die (Rockstars) sorgen sich um ihre Frisur. Die lassen ständig etwas mit ihrem Gesicht machen“, so Rea. „Wie du aussiehst und wie du klingst, ist alles. Es ist narzisstisch. Das bin ich nicht.“

## Diskografie
Studioalben

| Jahr | Titel                                                     | Höchstplatzierung, Gesamtwochen, AuszeichnungChartplatzierungen (Jahr, Titel, Platzierungen, Wochen, Auszeichnungen, Anmerkungen) | Höchstplatzierung, Gesamtwochen, AuszeichnungChartplatzierungen (Jahr, Titel, Platzierungen, Wochen, Auszeichnungen, Anmerkungen) | Höchstplatzierung, Gesamtwochen, AuszeichnungChartplatzierungen (Jahr, Titel, Platzierungen, Wochen, Auszeichnungen, Anmerkungen) | Höchstplatzierung, Gesamtwochen, AuszeichnungChartplatzierungen (Jahr, Titel, Platzierungen, Wochen, Auszeichnungen, Anmerkungen) | Höchstplatzierung, Gesamtwochen, AuszeichnungChartplatzierungen (Jahr, Titel, Platzierungen, Wochen, Auszeichnungen, Anmerkungen) | Anmerkungen |
| Jahr | Titel                                                     | DE | AT | CH | UK | US | Anmerkungen |
| ---- | --------------------------------------------------------- | --- | --- | --- | --- | --- | --- |
| 1978 | Whatever Happened to Benny Santini?                       | — | — | — | — | US49 Gold · (12 Wo.)US | Erstveröffentlichung: 23. April 1978 Produzent: Gus Dudgeon                                                                  |
| 1979 | Deltics                                                   | — | — | — | UK54 (3 Wo.)UK | — | Erstveröffentlichung: 21. März 1979 Produzent: Gus Dudgeon                                                                   |
| 1980 | Tennis                                                    | — | — | — | UK60 (1 Wo.)UK | — | Erstveröffentlichung: 1. März 1980 Produzent: Chris Rea                                                                      |
| 1982 | Chris Rea                                                 | — | — | — | UK52 (4 Wo.)UK | — | Erstveröffentlichung: 3. Februar 1982 Produzenten: Chris Rea, Jon Kelly                                                      |
| 1983 | Water Sign                                                | DE30 (13 Wo.)DE | — | — | UK64 (2 Wo.)UK | — | Erstveröffentlichung: März 1983 Produzenten: Chris Rea, Dave Richards                                                        |
| 1984 | Wired to the Moon                                         | DE17 (25 Wo.)DE | — | — | UK35 (7 Wo.)UK | — | Erstveröffentlichung: 20. April 1984 Produzenten: Chris Rea, Dave Richards                                                   |
| 1985 | Shamrock Diaries                                          | DE12 Gold · (46 Wo.)DE | — | CH18 (5 Wo.)CH | UK15 Silber · (14 Wo.)UK | — | Erstveröffentlichung: März 1985 Produzenten: Chris Rea, Dave Richards                                                        |
| 1986 | On the Beach                                              | DE2 Gold · (37 Wo.)DE | AT20 (2 Wo.)AT | CH10 (15 Wo.)CH | UK11 Platin · (48 Wo.)UK | — | Erstveröffentlichung: 14. April 1986 Produzenten: Chris Rea, Dave Richards                                                   |
| 1987 | Dancing with Strangers                                    | DE5 Gold · (33 Wo.)DE | AT13 (10 Wo.)AT | CH7 (9 Wo.)CH | UK2 Platin · (46 Wo.)UK | — | Erstveröffentlichung: 14. September 1987 Produzent: Chris Rea                                                                |
| 1989 | The Road to Hell                                          | DE3 ×3Dreifachgold · (38 Wo.)DE                                                                                                   | AT2 Platin · (26 Wo.)AT | CH6 Platin · (27 Wo.)CH | UK1 ×6Sechsfachplatin · (79 Wo.)UK                                                                                                | US107 (19 Wo.)US | Erstveröffentlichung: 2. Oktober 1989 Produzenten: Chris Rea, Jon Kelly                                                      |
| 1991 | Auberge                                                   | DE1 Platin · (48 Wo.)DE | AT5 Gold · (13 Wo.)AT | CH2 Platin · (22 Wo.)CH | UK1 ×2Doppelplatin · (37 Wo.)UK                                                                                                   | US176 (1 Wo.)US | Erstveröffentlichung: 22. Februar 1991 Produzenten: Jon Kelly                                                                |
| 1992 | God’s Great Banana Skin                                   | DE16 Gold · (17 Wo.)DE | AT26 Gold · (2 Wo.)AT | CH16 Gold · (12 Wo.)CH | UK4 Platin · (15 Wo.)UK | — | Erstveröffentlichung: Oktober 1992 Produzent: Chris Rea                                                                      |
| 1993 | Espresso Logic                                            | DE14 Gold · (20 Wo.)DE | AT16 (10 Wo.)AT | CH24 (11 Wo.)CH | UK8 Gold · (10 Wo.)UK | — | Erstveröffentlichung: 16. November 1993 Produzent: Chris Rea                                                                 |
| 1996 | La passione                                               | DE60 (7 Wo.)DE | AT44 (1 Wo.)AT | — | UK43 Silber · (6 Wo.)UK | — | Erstveröffentlichung: 8. November 1996 Soundtrack zu Chris Reas gleichnamigem Film Produzent: Chris Rea                      |
| 1998 | The Blue Cafe                                             | DE7 (23 Wo.)DE | AT20 (9 Wo.)AT | CH28 (9 Wo.)CH | UK10 Silber · (8 Wo.)UK | — | Erstveröffentlichung: Januar 1998 Produzent: Chris Rea                                                                       |
| 1999 | The Road to Hell Part 2                                   | DE16 (4 Wo.)DE | — | CH96 (1 Wo.)CH | UK54 Silber · (2 Wo.)UK | — | Erstveröffentlichung: 8. November 1999 Produzent: Kiadan K. Q. Quinn                                                         |
| 2000 | King of the Beach                                         | DE11 (8 Wo.)DE | AT13 (12 Wo.)AT | CH29 (6 Wo.)CH | UK26 (4 Wo.)UK | — | Erstveröffentlichung: 2. Oktober 2000 Produzent: Chris Rea                                                                   |
| 2002 | Stony Road auch bekannt als: Dancing Down the Stoney Road | DE11 (13 Wo.)DE | AT18 (5 Wo.)AT | CH28 (6 Wo.)CH | UK14 Gold · (9 Wo.)UK | — | Erstveröffentlichung: 30. September 2002 Produzent: Chris Rea                                                                |
| 2003 | Hofner Blue Notes                                         | — | — | — | — | — | Erstveröffentlichung: 28. Juli 2003 Produzent: Kiadan K.Q. Quinn                                                             |
| 2003 | Blue Street (Five Guitars)                                | — | — | — | UK179 (1 Wo.)UK | — | Erstveröffentlichung: 28. Juli 2003 Produzent: Kiadan K.Q. Quinn                                                             |
| 2004 | The Blue Jukebox                                          | DE30 (5 Wo.)DE | AT41 (4 Wo.)AT | CH49 (5 Wo.)CH | UK27 (5 Wo.)UK | — | Erstveröffentlichung: 29. März 2004 Produzent: Kiadan K. Q. Quinn                                                            |
| 2005 | Blue Guitars                                              | — | — | — | UK85 (1 Wo.)UK | — | Erstveröffentlichung: 14. Oktober 2005 inkl. Earbook-Bildband mit Gemälden von Chris Rea Produzenten: Chris Rea, Andy Wilman |
| 2008 | The Return of the Fabulous Hofner Bluenotes               | — | — | — | — | — | Erstveröffentlichung: 8. Februar 2008 auch als Earbook mit 3 CDs + 2 Vinyl-EPs Produzent: Chris Rea                          |
| 2011 | Santo Spirito Blues                                       | DE10 (4 Wo.)DE | AT30 (1 Wo.)AT | CH31 (3 Wo.)CH | UK13 (5 Wo.)UK | — | Erstveröffentlichung: 5. September 2011 Produzent: Chris Rea                                                                 |
| 2017 | Road Songs for Lovers                                     | DE19 (5 Wo.)DE | AT22 (2 Wo.)AT | CH18 (5 Wo.)CH | UK11 (2 Wo.)UK | — | Erstveröffentlichung: 29. September 2017 Produzent: Chris Rea                                                                |
| 2019 | One Fine Day                                              | — | — | — | — | — | Erstveröffentlichung: 18. Oktober 2019 Produzent: Chris Rea                                                                  |

grau schraffiert: keine Chartdaten aus diesem Jahr verfügbar

## Auszeichnungen und Ehrungen

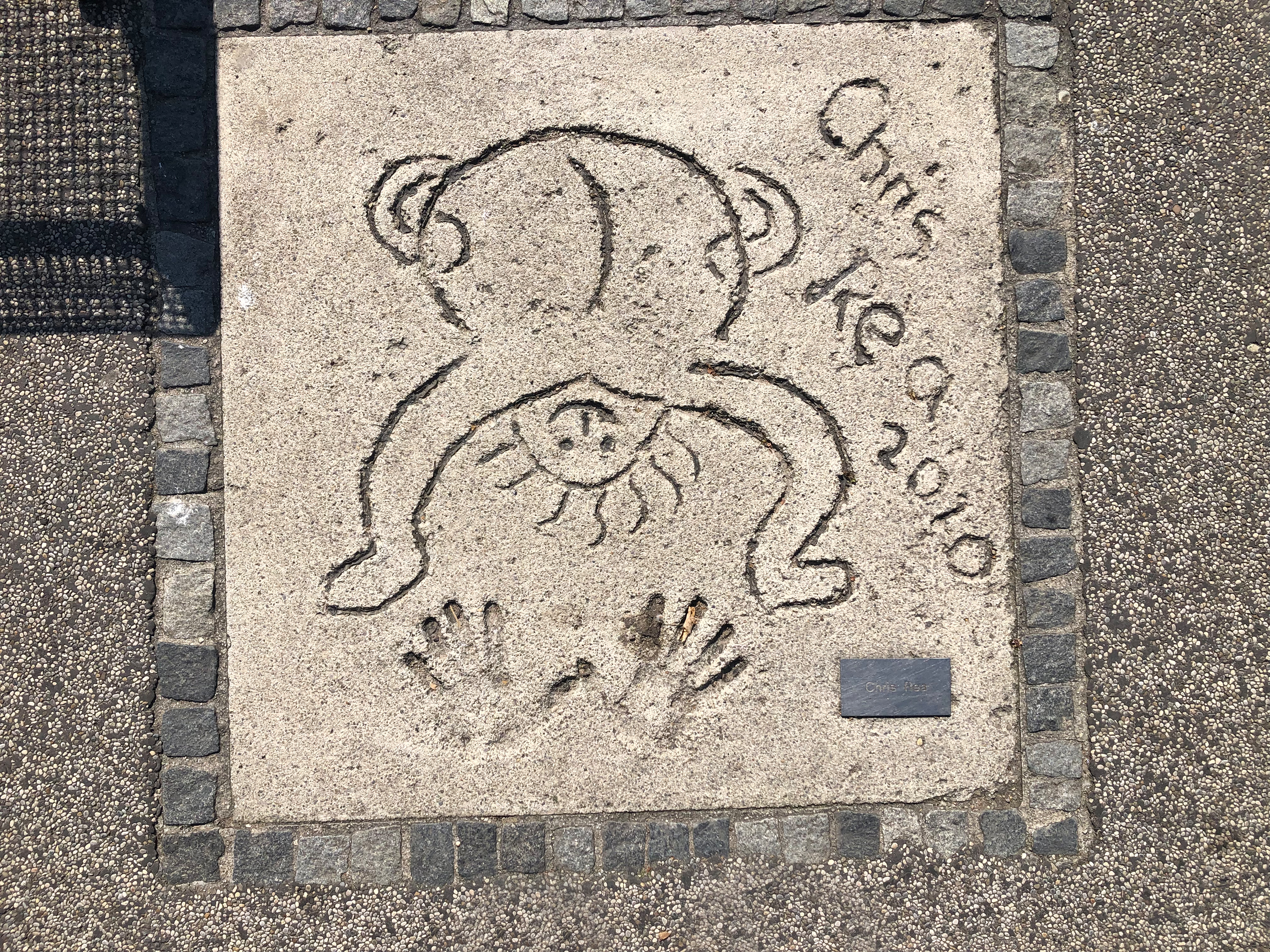
Autogramm, Handabdrücke und eine Zeichnung von Rea auf dem „Munich Olympic Walk of Stars“

- 1994: RSH-Gold in der Kategorie „Kraftrille des Jahres“[209]
- 2013: Munich Olympic Walk of Stars